# 楊百翰紀念碑

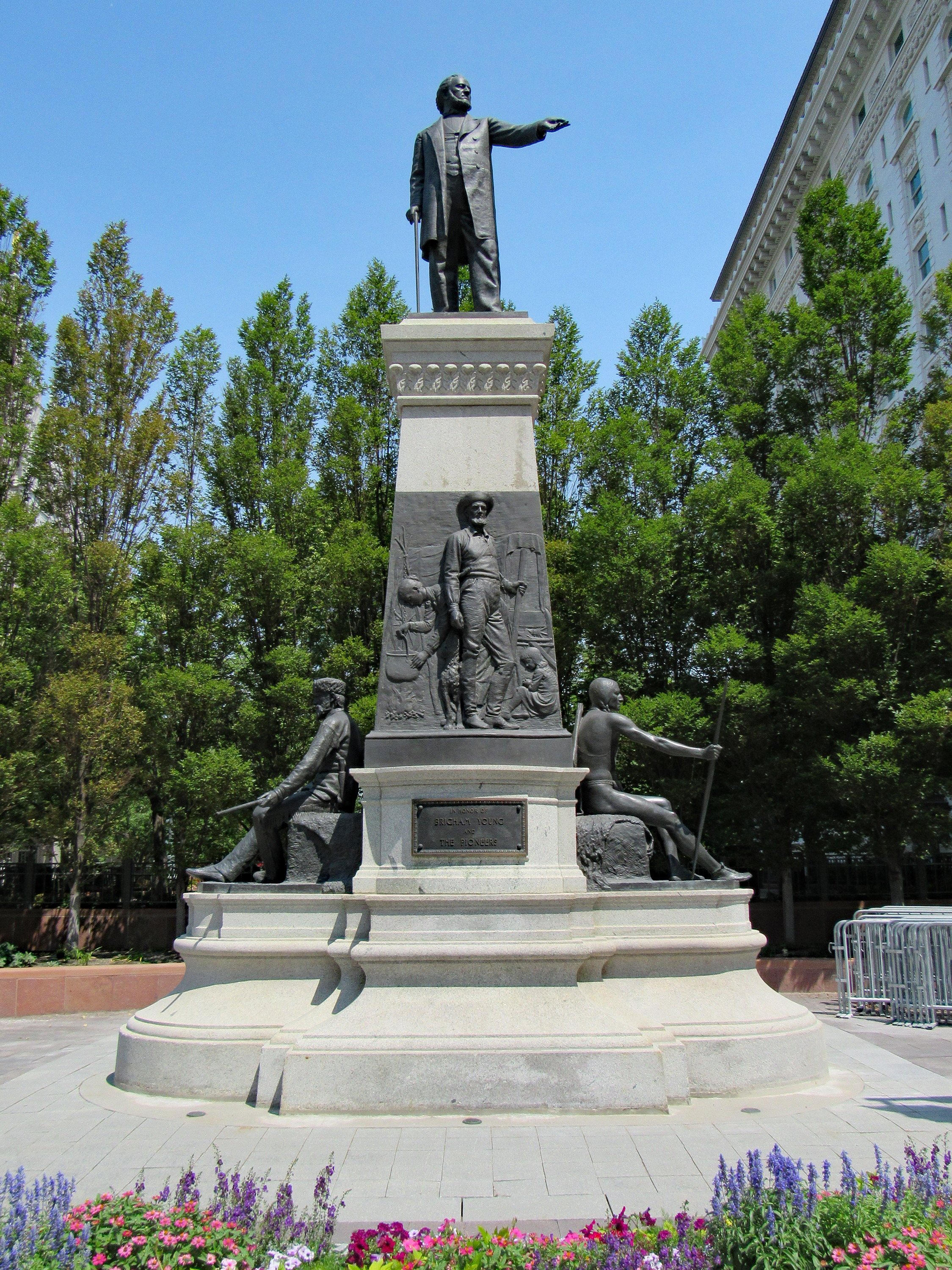
楊百翰紀念碑

楊百翰紀念碑（Bringham Young Monument）是美國猶他州首府鹽湖城的一座銅質紀念碑，位於主聖殿街和南聖殿街的交會處。楊百翰是摩門教的第二任總會會長，也是鹽湖城開拓的先驅者。楊百翰紀念碑首次公開展示是在1893年芝加哥世界博覽會。在1897年搬至鹽湖城。